# Assisi (film 1932)
Assisi è un documentario del 1932 diretto da Alessandro Blasetti.

## Produzione
Il cortometraggio fa parte di una serie di documentari prodotti in quegli anni dalla Cines e dedicati a località italiane: una politica iniziata con l'arrivo alla casa di produzione di Stefano Pittaluga e proseguita da Emilio Cecchi. Oltre che a Blasetti, i documentari furono commissionati a Bragaglia, Poggioli, Barbaro, Matarazzo, Perilli. Assisi fu girato in soli dieci giorni, fra l'aprile e il maggio 1932. Dopo il montaggio e l'aggiunta di un commento parlato, affidato a un colto padre domenicano, venne visionato in anteprima a giugno nel Palazzo della cancelleria apostolica di Roma, da un gruppo di alti prelati tra cui sette cardinali. La presentazione ufficiale avvenne invece il 9 agosto 1932 a Venezia, in occasione della 1ª Mostra internazionale del cinema.

## Trama
Con una vista panoramica della città con la campagna sullo sfondo, il documentario si avvicina all'agglomerato urbano inquadrando la basilica mentre il cammino di un frate con la torcia sembra guidare la macchina da presa fino alla cripta di San Francesco. Una voce narrante racconta la storia del santo, di santa Chiara e degli ordini da loro fondati. Le immagini creano poi una sorta di passeggiata davanti all'arte di Giotto e del Cimabue. Una processione di frati con i ceri sono gli unici elementi umani che spiccano nella rappresentazione della città e della sua architettura. Il corto si conclude riportandoci nella campagna umbra.

## Critica
Barbaro nel 1936 scrive: « Alessandro Blasetti... nemico degli stacchi rapidi e del montaggio [...] ha risolto il problema col dare al suo documentario un filo conduttore seguendo costantemente, dai più diversi angoli, una processione e scoprendo, così via, tutta Assisi. Il risultato fu certamente notevole e quel breve film è forse la cosa migliore che abbia prodotto a tutt'oggi Blasetti: tanto più che la fotografia, a contrasti forti, ha contribuito a rendere l'atmosfera mistica del santuario.»

## Testimonianze
Blasetti ricorda: «Il documentario Assisi fu una cosa di una certa importanza. Mi fu richiesto da Emilio Cecchi e fu presentato a Venezia devo dire con un successo piuttosto robusto. Ed è stato il primo documentario sul quale si è appuntata l'attenzione critica della ripresa del cinema italiano».